# فيتالي سوماكين
فيتالي سوماكين (بالروسية: Семакин, Виталий Юрьевич)‏ هو لاعب كرة قدم روسي في مركز الوسط، ولد في 10 أغسطس 1976 في شاختاي في روسيا. لعب مع نادي خيمكي ونادي روستوف ونادي سكا.

## وصلات خارجية
- فيتالي سوماكين على موقع قاعدة بيانات كرة القدم.إي يو (الإنجليزية)
- فيتالي سوماكين على موقع Soccerway.com (الإنجليزية)